# Episodi di Ash vs Evil Dead (seconda stagione)
La seconda stagione della serie televisiva Ash vs Evil Dead, composta da 10 episodi, è stata trasmessa in prima visione negli Stati Uniti d'America dal 2 ottobre all'11 dicembre 2016 sul canale Starz.
In Italia, la stagione è stata pubblicata in contemporanea con gli Stati Uniti dal 3 ottobre al 12 dicembre 2016 sul servizio streaming Infinity TV.
L'antagonista principale della stagione è Baal.
A partire da questa stagione entra nel cast Michelle Hurd per poi uscirne alla fine.
| nº | Titolo originale | Titolo italiano   | Prima TV USA     | Pubblicazione Italia |
| -- | ---------------- | ----------------- | ---------------- | -------------------- |
| 1  | Home             | Casa              | 2 ottobre 2016   | 3 ottobre 2016       |
| 2  | The Morgue       | L'obitorio        | 9 ottobre 2016   | 10 ottobre 2016      |
| 3  | Last Call        | L'ultima chiamata | 16 ottobre 2016  | 17 ottobre 2016      |
| 4  | DUI              | Corsa infernale   | 23 ottobre 2016  | 24 ottobre 2016      |
| 5  | Confinement      | L'avvento di Baal | 30 ottobre 2016  | 31 ottobre 2016      |
| 6  | Trapped Inside   | Intrappolati      | 6 novembre 2016  | 7 novembre 2016      |
| 7  | Delusion         | La cura           | 13 novembre 2016 | 14 novembre 2016     |
| 8  | Ashy Slashy      | Ash ti sfascia    | 20 novembre 2016 | 21 novembre 2016     |
| 9  | Home Again       | Ritorno alla casa | 4 dicembre 2016  | 5 dicembre 2016      |
| 10 | Second Coming    | Secondo avvento   | 11 dicembre 2016 | 12 dicembre 2016     |

## Casa
- Titolo originale: Home
- Diretto da: Rick Jacobson
- Scritto da: Craig DiGregorio

### Trama
Mentre Ash è impegnato a godersi il suo pensionamento a Jacksonville tra alcool e feste insieme a Pablo e Kelly, viene attaccato da un demone evocato da Ruby.
Ash (rimasto in possesso del pugnale Kandariano dall'ultimo scontro) decide di tornare alla sua città natale Elk Grove con Pablo e Kelly.
Ash non è entusiasta della cosa, in città lui è stato soprannominato da tutti "Ash ti sfascia", perché visto come colpevole delle morti dei suoi amici quel giorno di 30 anni fa nel quale andarono nella casa nel bosco a fare una gita.
Tornato a casa sua incontra il padre Brock, un uomo rude sempre pronto a criticarlo, che non l'ha mai perdonato per la morte di sua sorella e rivede il suo ex amore Linda Bates, ormai sposata con lo sceriffo della città Thomas Emery.
Il gruppo si dirige al crematorio della città, dove incontrano Ruby che rivela di averli contattati perché i suoi figli l'hanno tradita e tentando di ucciderla ha perso la sua immortalità.
Ruby si unisce così al gruppo già formato da Ash, Pablo e Kelly.

## L'obitorio
- Titolo originale: The Morgue
- Diretto da: Tony Tilse
- Scritto da: Cameron Welsh

### Trama
Ruby rivela al gruppo che ha nascosto il Necronomicon all'interno di un cadavere all'obitorio della città. Ash e Kelly decidono di andare recuperare il libro, mentre Pablo rimane con Ruby a casa di Brock (Pablo spera di far luce sulle visioni che continua a avere).
Mentre Ash recupera il Necronomicon, la sua vecchia insegnante di educazione fisica posseduta da un demone incontra in un appuntamento Brock (pensando di poter così aspettare il ritorno di Ash per poterlo uccidere).
Ash torna a casa giusto in tempo per salvare il padre dal demone.
Nel frattempo Pablo scopre la verità, le premonizioni che avverte sono frutto del legame avuto con il Necronomicon, e scopre assieme a Ruby che la ragione dietro all'ammutinamento dei figli è Baal, un demone malvagio ed "ex-marito" di Ruby grazie al quale ha potuto generare la malefica stirpe. 
La puntata finisce con due adolescenti che rubano l'auto di Ash con dentro il Necronomicon.

## L'ultima chiamata
- Titolo originale: Last Call
- Diretto da: Tony Tilse
- Scritto da: Noelle Valdivia

### Trama
Nel tentativo di attirare gli adolescenti che hanno rubato la sua auto, Ash e il suo migliore amico Chet, escogitano un piano: organizzare una festa al bar per attirare tutti i ragazzi (tra cui i ladri), e riprendersi la macchina con il Necronomicon.
Il piano tuttavia fallisce e uno dei ragazzi legge accidentalmente il Necronomicon permettendo al male di impossessarsi dell'auto che inizia a compiere una serie di omicidi. 
L'auto posseduta si dirige verso l'abitazione di Ash, dove uccide Brock investendolo proprio mentre il padre realizza la verità su suo figlio, e gli confessa di essere orgoglioso.

## Corsa infernale
- Titolo originale: DUI
- Diretto da: Michael J. Bassett
- Scritto da: Ivan Raimi

### Trama
L'auto posseduta continua la sua mattanza uccidendo uno a uno i ragazzi in ostaggio. Ash assieme a Chet e alla sua auto iniziano l'inseguimento della macchina indemoniata. 
Nel frattempo, Ruby e Kelly tornano verso la roulotte di Ash per raccogliere le armi, dove Ruby rivela che Baal è in grado di leggere nella mente e manipolare le persone. 
Mentre Kelly e Ruby risalgono al crematorio per uccidere il resto della sua progenie, Ash e Chet proseguono l'inseguimento dell'auto demoniaca che nel frattempo ha rapito Pablo.
La corsa spericolata in macchina termina in una vecchia arena di demolition derby abbandonata.
Ash riesce a liberare Pablo e dopo aver fermato l'auto gettano il libro all'interno del bagagliaio, nel quale si è creato un portale per l'inferno, distruggendolo.

## L'avvento di Baal
- Titolo originale: Confinement
- Diretto da: Michael J. Bassett
- Scritto da: William Bromell

### Trama
Baal arrivato sulla Terra seduce un agente di polizia per vestirsi con la sua pelle. Ash viene arrestato per l'omicidio di uno dei ragazzi, ma viene liberato dalla sua cella da Baal (travestitosi con la pelle dell'agente).  Pablo, Kelly e Ruby si dirigono alla stazione di polizia per liberare Ash; Lacey (la figlia di Linda e Thomas, che faceva parte del gruppo di ragazzi che aveva rubato l'auto a Ash) ritorna spaventata. Prima di andare a cercare il pugnale Kandariano, Ruby avverte il gruppo della capacità di Baal di travestirsi indossando la pelle delle persone, e informa il gruppo che tra loro potrebbe celarsi Baal. Pablo si sente male e Emery vedendo le condizioni di Pablo peggiorare, inizia a pensare che proprio lui sia Baal. Ruby inizia a esaminare Pablo, e dichiara che potrebbe essere la loro unica possibilità per fermare Baal.

## Intrappolati
- Titolo originale: Trapped Inside
- Diretto da: Mark Beesley
- Scritto da: James E. Eagan

### Trama
Ash, Pablo, Kelly, Ruby, Linda, Chet e Lacey si barricano nella casa di Brock per restare al sicuro dato che i cittadini di Elk Grove vogliono uccidere Ash, da tutti ritenuto un pericolo, infatti la casa è circondata dalla folla capeggiata da Thomas (in parte manipolato da Baal). Ruby con un rito cerca di materializzare sul corpo di Pablo le scritture del Necronomicon, così avranno la formula per riconfinare Baal all'Inferno, dato che tra Pablo e il Necronomicon si è venuta a creare una convergenza. Il rito è particolarmente doloroso ma Pablo resiste e sul suo corpo appaiono le scritture del libro, ma nel mentre il ragazzo aveva inavvertitamente invocato un demone che prende le sembianze di Cheryl, la defunta sorella di Ash, che uccide Chet. Tutta la folla vede il demone e Ash lo decapita con la motosega, gli abitanti di Elk Grove esultano capendo finalmente che Ash è un eroe, ma poi si presenta Baal che cattura Ash.

## La cura
- Titolo originale: Delusion
- Diretto da: Mark Beesley
- Scritto da: Hank Chilton

### Trama
Ash si risveglia in quello che sembra un istituto psichiatrico, lì c'è Baal il quale afferma di essere uno psicanalista, e che i demoni non esistono. Il dottore cerca di convincere Ash che gli ultimi anni, tra cui la caccia ai demoni e il Necronomicon erano solo frutto dei suoi deliri, e che per anni è stato all'istituto per farsi curare. Ash non crede a queste affermazioni convinto che si tratti di una delle manipolazioni di Baal, ma poi arriva Linda, che lo convince che tutto questo è vero e che Ash ha dei problemi mentali. Alla fine Ash cede credendo veramente alle parole del dottore, ma in realtà era tutta una messa in scena, infatti Baal ha piegato la volontà di Ash che adesso farà tutto quello che il demone gli dirà, quindi gli impartisce l'ordine di uccidere l'unico che per lui rappresenta una minaccia: Pablo.

## Ash ti sfascia
- Titolo originale: Ashy Slashy
- Diretto da: Tony Tilse
- Scritto da: Suzanne Keilly e Aaron Lam

### Trama
Pablo, Ruby e Kelly vanno all'istituto alla ricerca di Ash, ma lui ora, sotto l'influenza di Baal, cerca di uccidere Pablo. In realtà Linda è stata costretta a fomentare le bugie del demone visto che a causa di Thomas lui tiene in ostaggio Lacey, la quale ora è sotto il controllo di un demone, e uccide Thomas. Purtroppo Kelly, suo malgrado, si vede costretta a uccidere Lacey. Ash decide di giocare a carte scoperte rivelando a Baal che in realtà non è caduto sotto il suo controllo, aveva solo fatto finta per avvicinarsi a lui e averlo sotto tiro. Ash, Pablo, Kelly e Ruby affrontano Baal tutti insieme, infine Pablo recita la formula e confina Baal all'Inferno, ma non prima che il demone lo uccida tagliandolo in due.

## Ritorno alla casa
- Titolo originale: Home Again
- Diretto da: Rick Jacobson
- Scritto da: Jennifer Ames e Steve Turner

### Trama
Ash è distrutto per la morte del suo amico; avendo come la sensazione che il cadavere di Pablo gli dia il consiglio di tornare indietro nel tempo per evitare che trovi il Necronomicon in quella casa, facendo sì che tutte le brutte esperienze avvenute vengano cancellate, Ash decide di tornare insieme a Kelly e Ruby nel 1982 usando una delle formule del Necronomicon scritte sul corpo di Pablo. Raggiungono la casa ma i problemi purtroppo non mancano infatti Ash deve vedersela con il professor Raymond Knowby.

## Secondo avvento
- Titolo originale: Second Coming
- Scritto da: Rick Jacobson
- Diretto da: Luke Kalteux

### Trama
Ancora nel 1982 Ash, Kelly e Ruby devono vedersela con la controparte del passato di quest'ultima, ancora cattiva, la quale uccide sia Raymond che il suo doppio venuto dal futuro. Sembra che comunque alcuni avvenimenti del passato stiano cambiando; infatti Pablo, il cui corpo era nel bagagliaio dell'auto, è tornato in vita. Il gruppo di amici si appresta a tornare al presente ma in realtà Pablo si rivela essere Baal, infatti Pablo non è riuscito a riconfinarlo all'Inferno perché il suo spirito si era nascosto nel suo corpo prima che Baal lo uccidesse. Ash, facendo leva sulla vanità di Baal, lo sfida dentro la casa in un combattimento a mani nude, e se vincerà Ash il suo amico Pablo tornerà in vita mentre Baal verrà confinato all'Inferno insieme a Ruby e ai loro figli. Ash e Baal fanno un patto di sangue sul Necronomicon e dopo una lotta estenuante, dove Baal era avvantaggiato dall'uso dei suoi poteri, Ash alla fine lo sconfigge sigillandolo all'Inferno insieme a Ruby e ai loro figli, mentre la casa viene rasa al suolo dalle fiamme infernali e dalle sue ceneri emerge Pablo, tornato in vita. I tre amici tornano nel loro tempo dove molte cose sono cambiate, ora Ash e Linda stanno insieme, e inoltre la città di Elk Grove considera Ash un eroe, ma Ruby, che adesso a causa del cambiamento nella linea temporale è tornata a essere cattiva, guarda Ash da lontano facendo intendere che ha in serbo altre brutte sorprese per lui.